# Fuggerei

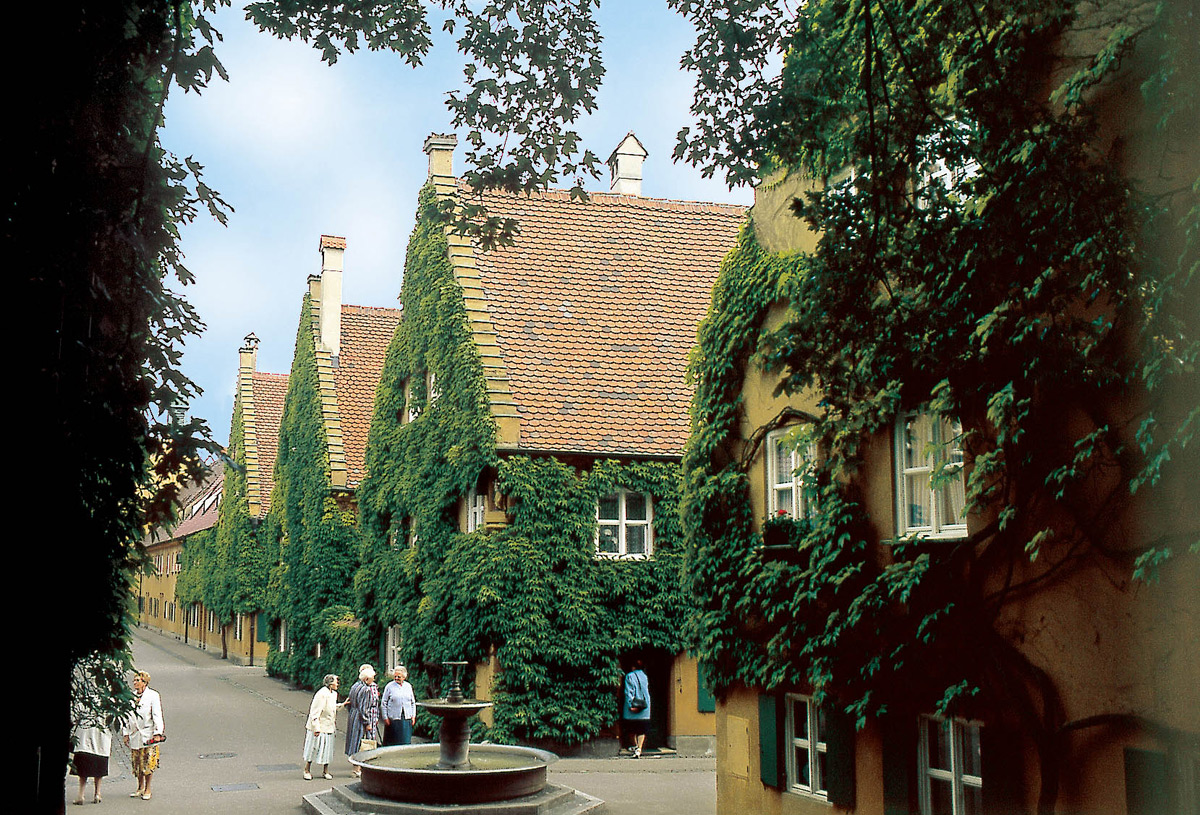
Pohled do ulice Herrengasse ve Fuggerei.

Fuggerei je nejstarší komplex pro sociální bydlení na světě. V roce 1521 jej ve zděných řadových domcích ve městě Augsburg v Bavorsku nechal postavit Jakob Fugger. Dnes v 67 domcích žije 150 potřebných katolických občanů ve 140 bytech za roční (bez topení) nájem od 0,88 EUR. Za to se jednou denně modlí za zakladatele Fuggera a za jeho rodinu Vyznání víry, Otčenáš a Zdrávas Maria. Toto sociální bydlení z darovaného majetku Jakoba Fuggera je dodnes provozováno. Spolu s dalšími osmi nadacemi („Fuggersche Stiftungen") se o ně stará správní rada (Aufsichtsgremium der Fürstlich und Gräflich Fuggerschen Stiftungs-Administration), vytvořená z knížecích a hraběcích seniorů rodiny Fuggerů.

## Historie vzniku

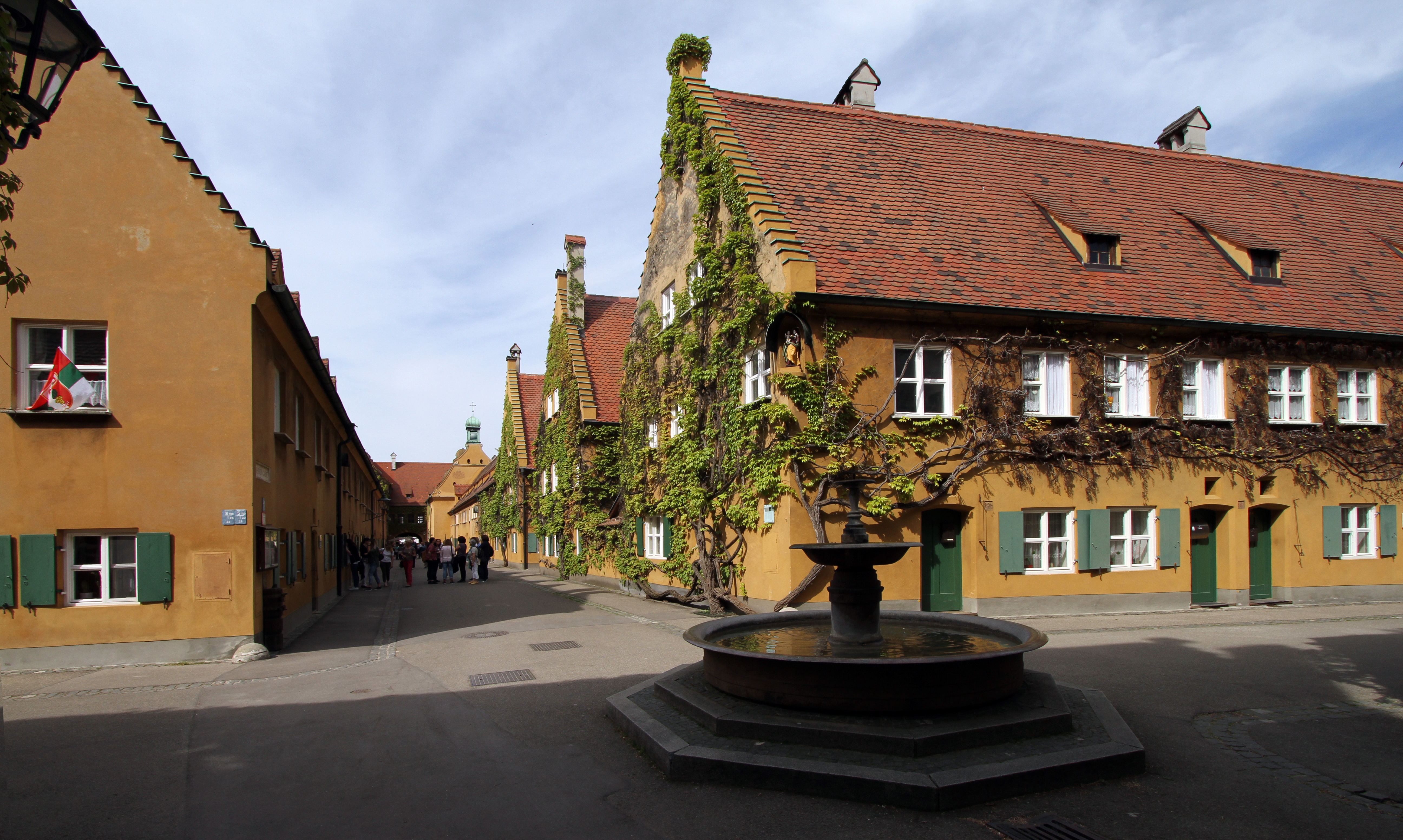
Nejstarší sociální bydlení na světě, postavené Jakobem Fuggerem v Augsburgu.

Sídliště sociálních bytů Fuggerei bylo postaveno v letech 1516 až 1523 pod vedením stavitele Thomase Krebse. Výstavbu pro potřebné občany města Augsburg sponzoroval podnikatel Jakob Fugger a první část byla dokončena 23. srpna 1521. Kolem prvních šesti ulic bylo tehdy postaveno 52 bytů. V následujících letech se sídliště rozšířilo o další ulice, malá náměstí a kostel. Bylo velmi podobné malému nezávislému středověkému městu s hradbami. Brány byly v noci zamčené.

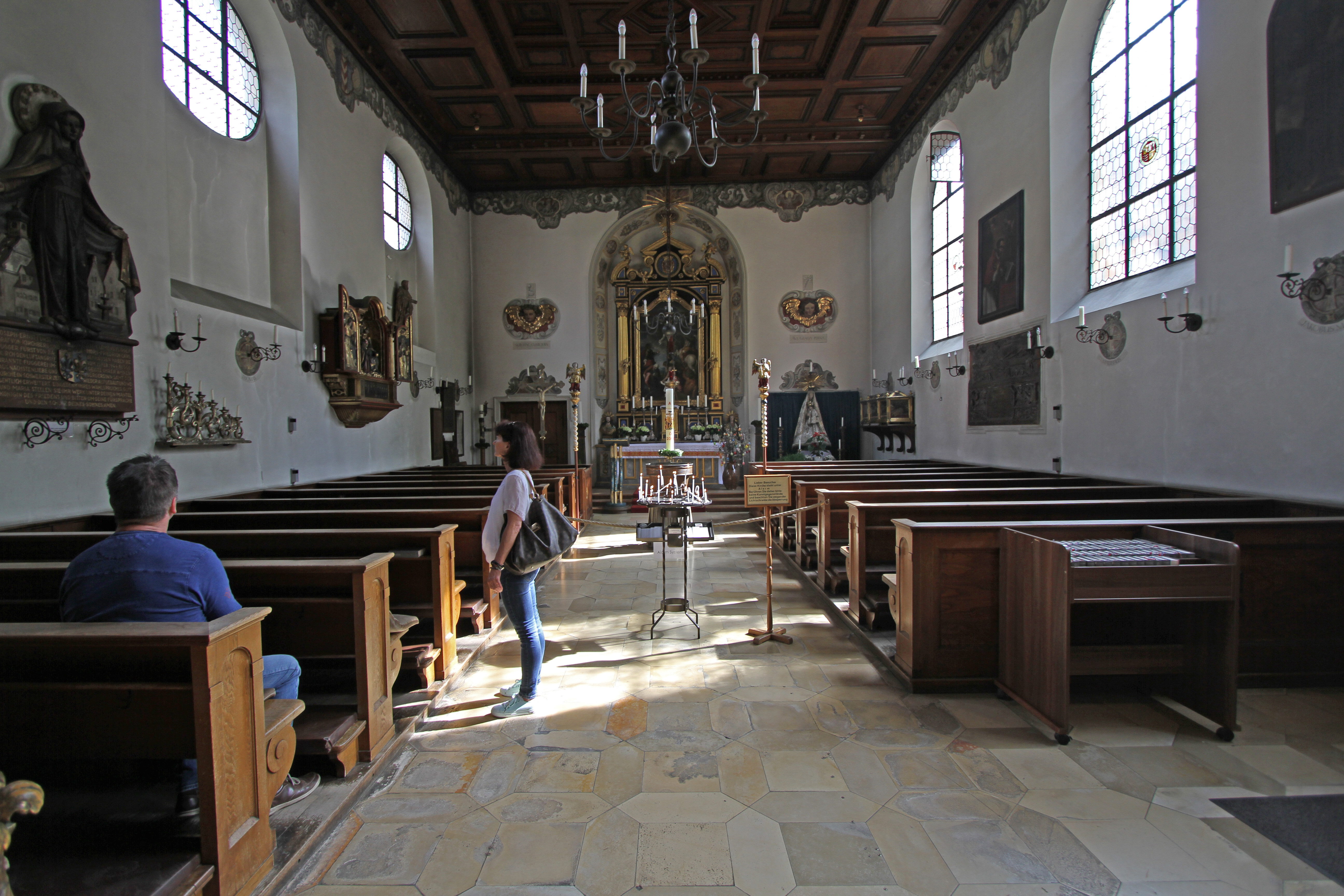
Interiér kostela Svatého Marka ve Fuggerei

Důsledně dvoupodlažní domy se standardizovanými půdorysy bytů byly, s ohledem na podmínky v době jejich vzniku, velkoryse naprojektovány. Přímo moderní byla koncepce Fuggerei jako pomoc pro svépomoc. Bydlení bylo určeno pro nezadlužené řemeslníky a příležitostné nádeníky ohrožené chudobou, kteří nemohli utáhnout svou vlastní domácnost, například kvůli nemoci. Mohli si tak zajišťovat obživu v rámci sídliště Fuggerei i mimo ně a při hospodářském oživení se pak měli opět odstěhovat do vlastního. Obyvatelům Fuggerei tak zůstávalo zachováno velmi luxusní soukromí. Až do 20. století tam sídlily zejména rodiny s často několika dětmi. Do tohoto sociálního sídliště se však mohli nastěhovat jen spořádaní chudáci („würdige Arme“). Podle vůle zakladatele to nesměli být žádní žebraví pobudové. Roční nájemné činilo jeden rýnský gulden (týdenní mzda řemeslníka). Ideální odměnou byly tři modlitby (Otčenáš, Vyznání víry a Zdrávas Maria), které se všichni obyvatelé modlili jednou za den za dárce a za jeho rodinu. Fuggerei financoval Jakob Fugger výslovně i jménem svých již zesnulých bratrů Ulricha a Georga.

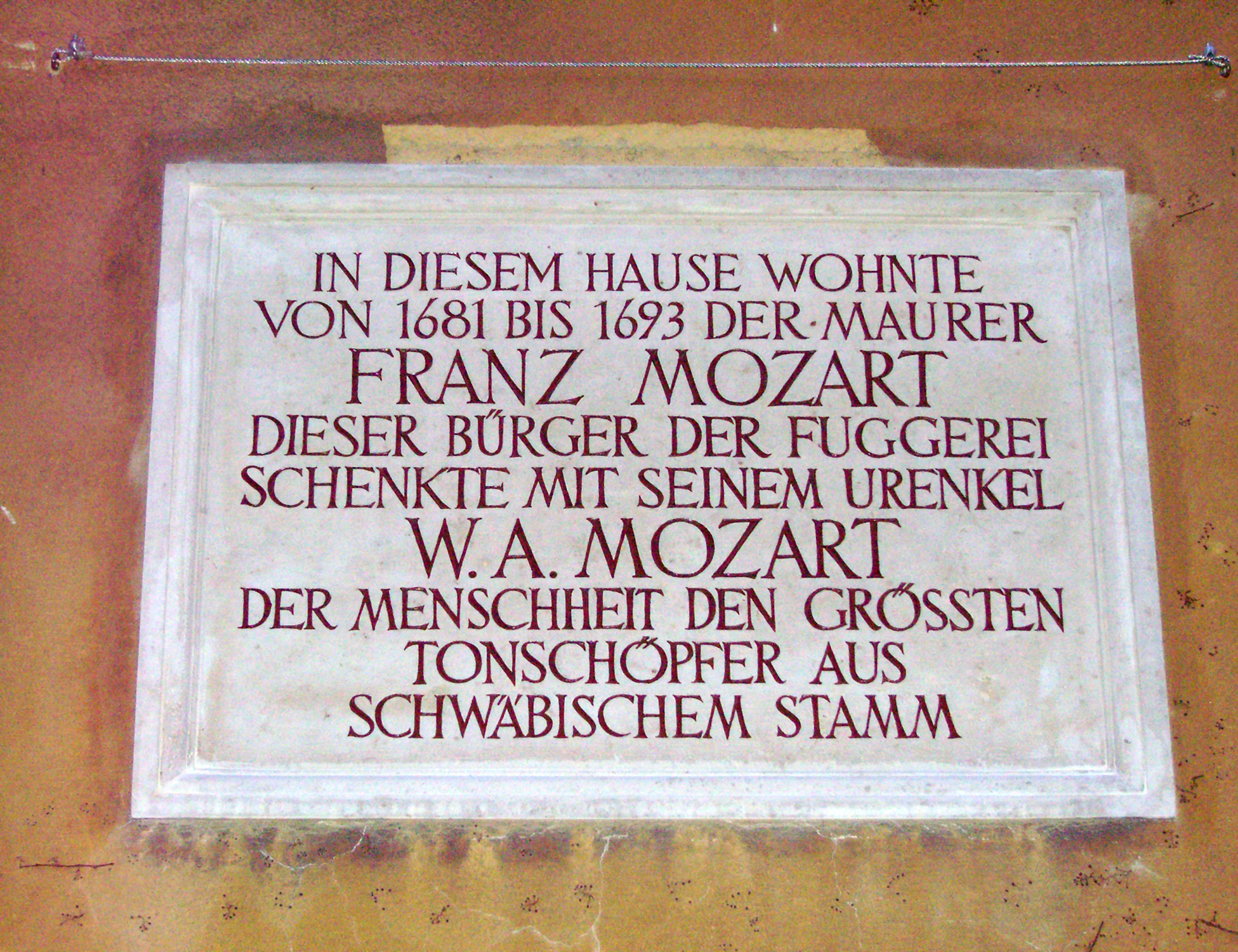
Pamětní deska Franze Mozarta

Jméno Fuggerei vzniklo již v roce 1531. V letech 1581/82 v něm postavil augsburský stavitel Hans Holl kostel Svatého Marka („Markuskirche der Fuggerei"), darovaný Markusem a Philippem Eduardem Fuggerem. Prvním duchovním se stal jezuita Petrus Canisius, v roce 1925 svatořečený. Ve třicetileté válce bylo Fuggerei pod Švédy až do roku 1642 a do značné míry zničeno. Od roku 1681 až do své smrti v roce 1694 tam žil zednický mistr Franz Mozart, pradědeček skladatele Wolfganga Amadea Mozarta .V letech 1880 až 1938 bylo Fuggerei dále rozšiřováno. Během druhé světové války pak ale bylo britskými nálety při nočním bombardování z 25. na 26. února 1944 ze dvou třetin zničeno. Již 1. března 1944 se rodinná rada seniorů knížecích a hraběcích Fuggerů písemně usnesla na jeho novém vybudování.
Podle projektu architekta Raimunda von Doblhoff, vytvořeného z historických předloh, bylo Fuggerei za použití prostředků nadace od roku 1945 znovu stavěno a v roce 1947 byly první budovy opět obydleny. Tato rekonstrukce byla dokončena v 50. letech 20. století. Do roku 1973 bylo Fuggerei s využitím sousedních pozemků ještě asi o jednu třetinu rozšířeno až na dnešních 67 domů se 140 byty.

## Fuggerei dnes

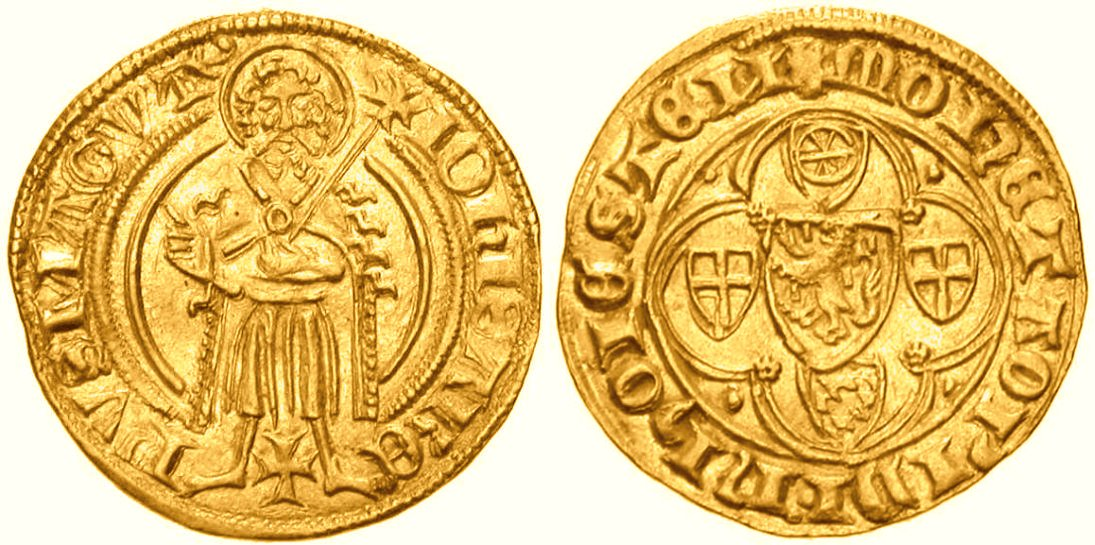
Rýnský gulden

Většina bytů má rozlohu asi 60 metrů čtverečních a má svůj vlastní vchod. Skoro všechny byty v přízemí mají zahrádku, byty v patře mají půdu. Domky jsou napojeny na síť dálkového vytápění města Augsburg. Původní mechanické dveřní zvonky zůstaly i v čase elektřiny zachovány a ovládají se zataháním. Zavěšení a rukojeti starých zvonců jsou různá, pravděpodobně proto, aby nedocházelo k záměně v temném Fuggerei (dříve nebylo žádné uliční osvětlení). Podmínky přijetí jsou stále stejné jako v době založení: Kdo chce žít ve Fuggerei, musí být augšpurčan, katolík a mít dobrou pověst. Roční (studené) nájemné za byt ve Fuggerei je stále nominální hodnotou rýnského guldenu bez ohledu na inflaci (vypočteno na 0,88 EUR). Ostatní náklady již nesou nájemci sami (85, - EUR od 1. července 2013).
Obytný soubor s osmi uličkami a několika bránami je „město ve městě“ s vlastním kostelem, „městskými hradbami“ a „městskými bránami“. Od roku 2006 je však pro návštěvníky otevřena pouze jedna brána, Ochsentor, kterou ponocný zavírá od 22:00 do 05:00 hodin. Obyvatel Fuggerei, který se vrátí do půlnoci, platí ponocnému 0,50 Eur, přijde-li později, zaplatí jedno euro. Od 5 hodin je brána znovu otevřená. Majetek nadace Fuggereistiftung se skládá z lesů a nemovitostí. Dodnes se jím sociální bydlení financuje. Jako další ekonomický zdroj příjmů vznikl v roce 2006 z cestovního ruchu a turistiky.
Nadace Fuggerei je jedna z devíti fuggerovských nadací a spravuje ji Fürstlich und Gräflich Fuggersche Stiftungs-Administration. Skládá se ze zástupců tří větví rodu Fuggerů. Jsou to Fugger von Kirchberg und Weißenhorn, Fugger-Babenhausen a Fugger von Glött. Správcem nadace je Wolf-Dietrich, hrabě von Hundt. Správní radu tvoří knížecí a hraběcí senioři rodiny Fuggerů. Od roku 2004 jí předsedá Maria Elisabeth, hraběnka Thun-Fuggerová. Je to první žena v čele této rady. Do předsednictva dále patří Albert Fugger hrabě von Glött, Hubertus Fugger kníže z Babenhausenu a Markus Fugger hrabě z Babenhausenu.

### Turismus

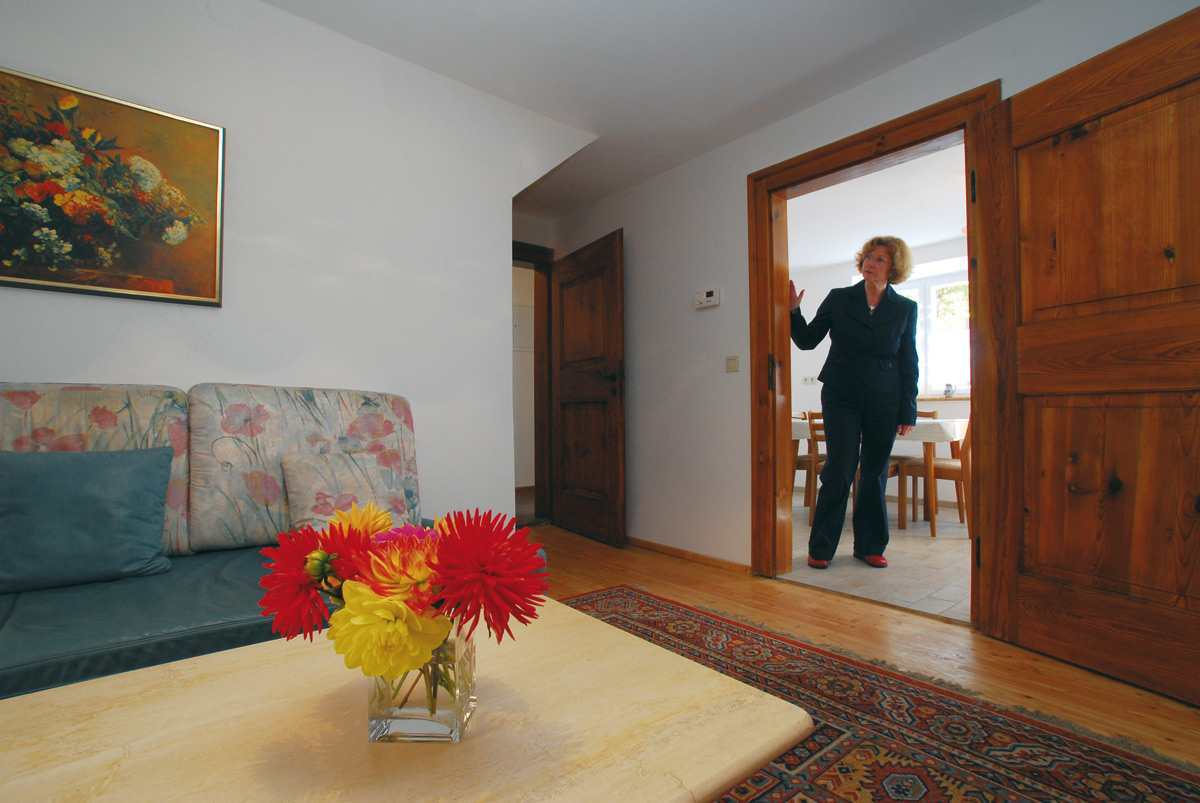
Prohlídkový byt ve Fuggerei

Sociální sídliště Fuggerei je vedle Augsburské radnice pravděpodobně nejoblíbenější turistické místo ve městě. Vstupné se používá k jeho údržbě. Museum ve Fuggerei bylo založeno v roce 1957 a nachází se v ulici Mittlere Gasse 13 a 14. V roce 2006 bylo výrazně rozšířeno a nově uspořádáno. Je zde také poslední původní byt, zařízený ve stylu 18. století. Od roku 2007 je také otevřen plně zařízený prohlídkový byt v ulici Ochsengasse, který ukazuje, jak žije obyvatel Fuggerei dnes. V roce 2008 vzniklo také muzeum v bunkru z druhé světové války. V dochovaném protileteckém krytu z roku 1943 je zdokumentována historie budovy, noční bombardování Augsburgu z 25. na 26. únor 1944, roky rekonstrukce a rozšiřování Fuggerei až do roku 1973.
V muzeu Fuggerei, v prohlídkovém bytě a v bunkru ze světové války se pomocí filmů vysvětluje historie rodiny zakladatelů a jejich nadace. Od roku 2006 jsou pamětihodnosti Fuggerei - od kostela po dům Franze Mozarta - vylíčeny v němčině, italštině a angličtině. V roce 2007 byl ve Fuggerei postaven první a dosud jediný pomník zakladateli, Jakobu Fuggerovi.